# Stamboul
Stamboul é um filme britânico de 1931, do gênero drama, dirigido por Dimitri Buchowetzki e estrelado por Warwick Ward, Rosita Moreno, Margot Grahame e Garry Marsh. Foi baseado no romance L'homme que assasina (1906), de Claude Farrère e na peça de Pierre Frondaie.

## Enredo
No período que aconteceu a Primeira Guerra Mundial, um militar francês se apaixona com a esposa de um proeminente alemão em Istambul, no Império Otomano.

## Elenco

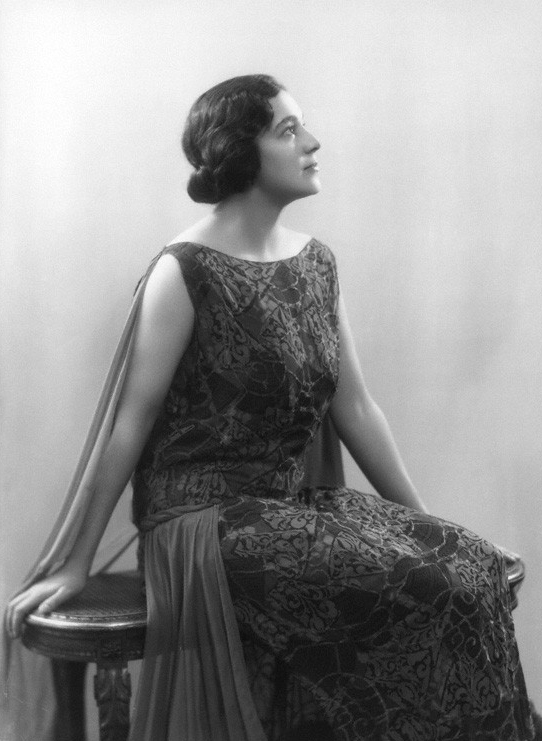
Stella Arbenina

- Warwick Ward ... Coronel André de Sevigne
- Rosita Moreno ... Baroness von Strick
- Margot Grahame ... Condessa Elsa Talven
- Henry Hewitt ... Baron von Strick
- Garry Marsh ... Príncipe Cernuwitz
- Alan Napier ... Bouchier
- Abraham Sofaer ... Mahmed Pasha
- Stella Arbenina ... Mme. Bouchier
- Annie Esmond ... Nurse
- Eric Pavitt ... Franz